# Der Inspektor (Film)
Der Inspektor ist ein 1961 entstandenes, britisch-amerikanisches Filmdrama von Philip Dunne. Die Hauptrollen spielen Stephen Boyd in der Titelrolle und Dolores Hart. Der Film basiert auf dem gleichnamigen Roman (1960) von Jan de Hartog.

## Handlung
Niederlande, 1946. Die junge Lisa Held hat im Vorjahr das Vernichtungslager Auschwitz überlebt und gilt nunmehr als Displaced Person. Sie will nur noch raus aus Europa, wo sie schlimmstes Leid erfahren hatte. Ihr Ziel ist der Sehnsuchtsort vieler gestrandeter und überlebender europäischer Juden: das britische Mandatsgebiet Palästina, das historische Siedlungsgebiet der Juden. In dieser Situation fällt sie ausgerechnet in die Hände eines gewissen Thorens, bis 1945 ein Nazi-Mitläufer wie er im Buche steht. Der bietet ihr an, sie nach Palästina herauszuschmuggeln, woraufhin Lisa sich ihm anvertraut. Sie ahnt nicht, dass Thorens sich unter die modernen Sklaven- und Mädchenhändler begeben hat, der weiße, junge Frauen nach Südamerika verschifft. Im letzten Moment erfährt Lisa Rettung durch den holländischen Polizeibeamten Peter Jongman, der ihr und Thorens nach London gefolgt ist, weil er gegenüber dem Niederländer argwöhnisch ist. Peter treibt die Erinnerung an seine Braut um. Sie wurde einst von den Nazis ermordet, und Peter macht sich seitdem fürchterliche Vorwürfe, sie nicht gerettet zu haben, obwohl er damals keine Chance hatte, dies zu tun. Nun aber bietet sich ihm die Gelegenheit, innere Erlösung zu finden, in dem er Lisa diejenige Hilfe angedeihen lässt, die Peters Braut einst benötigt hätte.
Prompt kommt es zwischen Peter und Thorens zu einer heftigen Auseinandersetzung, bei der der Polizist den einstigen Nazi-Kollaborateur niederschlägt. Später stellt sich heraus, dass Thorens starb, und Peter muss annehmen, dass Lisa ihn getötet hat. Die ist jedenfalls erst einmal sicher. Für Jongman wird diese Rettung Lisas zu einer Art Katharsis, der er sich nunmehr mit Haut und Haaren verschreibt. Jongman will alles tun, damit Lisa ihr „gelobtes Land“, Palästina, erreicht. Beide nehmen eine Arbeit auf einem Frachtkahn an, der Kapitän Brandt gehört. Dieser steuert zunächst Tanger in Marokko an. Vor Ort stoßen sie auf den Schmuggler van der Pink, der für beide eine Passage nach Palästina arrangiert. Während man Lisa medizinisch untersucht, muss Peter entsetzt feststellen, dass man Lisa im KZ für chirurgische Experimente missbraucht hatte. Infolge dieses Eingriffs ist es Lisa fortan unmöglich, Mutter zu werden. Nichtsdestotrotz hat sich Jongman in Lisa verliebt, doch die weist ihn zurück, weil sie meint, ihm nie eine vollwertige Ehefrau sein zu können. Wenig später erfährt Peter Jongman, dass man ihn in London zurückerwartet, um ihn bezüglich des gewaltsamen Todes von Thorens zu befragen. Da er weiß, dass die britischen Einwanderungsbehörden die Einreise von Juden in Palästina so weit es geht zu unterbinden versuchen, geht der Holländer mit dem britischen Offiziellen Roger Dickens einen Deal ein: Die Engländer lassen Lisa in das Mandatsgebiet einreisen, und er stellt sich dafür der britischen Polizeigewalt. Und so geschieht es: Peter überantwortet Lisa an die Haganah und stellt sich Dickens und den Behörden.

## Produktionsnotizen
Der Inspektor entstand ab Mitte 1961 in London (Elstree Studios) und Amsterdam (Außenaufnahmen). Die Uraufführung fand am 24. Mai 1962 statt. Die deutsche Premiere war am 3. August 1962.
Die Filmbauten besorgten Elliot Scott und John Graysmark, Anthony Pratt war an dieser Produktion als Zeichner beteiligt.
Der Film erhielt 1963 eine Nominierung für den Golden Globe.

## Synchronisation
| Rolle                | Darsteller       | Synchronsprecher      |
| -------------------- | ---------------- | --------------------- |
| Peter Jongman        | Stephen Boyd     | Gert Günther Hoffmann |
| Lisa Held            | Dolores Hart     | Eva Pflug             |
| Kapitän Brandt       | Leo McKern       | Klaus W. Krause       |
| Klaus van der Pink   | Hugh Griffith    | Klaus Miedel          |
| Sergeant Wolters     | Donald Pleasence | Erich Fiedler         |
| Ayoob                | Harry Andrews    | Wolfgang Lukschy      |
| Roger Dickens        | Robert Stephens  | Harry Wüstenhagen     |
| Commissioner Bartels | Geoffrey Keen    | Arnold Marquis        |
| Kooi                 | Finlay Currie    | Eduard Wandrey        |
| Dr. Mitropoulus      | Harold Goldblatt | Alfred Balthoff       |

## Kritiken
In Kay Wenigers Das große Personenlexikon des Films ist in Philip Dunnes Biografie Folgendes zu lesen: „Erst seine letzten beiden Regiearbeiten zeigten eine gewisse, über das Mittelmaß hinausgehende Qualität. „Der Inspektor“ erzählt von einem niederländischen Polizist, der gleich nach dem Krieg einer Jüdin zur Flucht nach Palästina verhilft ...“
Im Lexikon des Internationalen Films heißt es: „Die psychologisch ernsten Motive dieser Geschichte bieten leider nur Anlaß zu einer wenig glaubhaften, reißerischen Romanverfilmung.“
Leonard Maltins Movie & Video Guide nannte Der Inspektor “einen aufregenden Film trotz Lücken bezüglich der Logik. Stilvolle Kameraarbeit von Arthur Ibbetson.”
Halliwell‘s Film Guide charakterisierte den Film als „reiselustiges Melodram mit gebändigter Spannung und dezenten Überlegungen zu Ideologie und Rasse. Es gibt Augenblicke von Interesse, jedoch langweilig entwickelt und dargestellt.“